# 芝田文乃
芝田 文乃（しばた あやの、1964年- ）は日本のポーランド語翻訳者、写真家、エディトリアル・デザイナー。

## 人物・来歴
神奈川県生まれ。筑波大学芸術専門学群卒業。
1992年より東京、クラクフなどで写真展開催。

## 翻訳
- 『ライロニア国物語 : 大人も子どもも楽しめる13のおとぎ話』（レシェク・コワコフスキ、沼野充義共訳、国書刊行会） 1995
- 『所長 : ムロージェク短篇集』（スワヴォーミル・ムロージェク、未知谷） 2001
- 『鰐の涙 : ムロージェク短篇集』（スワヴォーミル・ムロージェク、未知谷） 2002
- 『高い城・文学エッセイ』（スタニスワフ・レム、沼野充義,巽孝之他共訳、国書刊行会） 2004
- 『短篇ベスト10』（スタニスワフ・レム、沼野充義, 関口時正, 久山宏一共訳、国書刊行会、スタニスワフ・レム コレクション） 2015
- 『動きの悪魔』（ステファン・グラビンスキ、国書刊行会） 2015
- 『狂気の巡礼』（ステファン・グラビンスキ、国書刊行会） 2016
- 『火の書』（ステファン・グラビンスキ、国書刊行会） 2017
- 『不気味な物語』（ステファン・グラビンスキ、国書刊行会） 2018
- 『踊る熊たち：冷戦後の体制転換にもがく人々』（ヴィトルト・シャブウォフスキ、白水社） 2021
- 『地球の平和』（スタニスワフ・レム、国書刊行会、スタニスワフ・レム コレクション） 2021
- 『火星からの来訪者: 知られざるレム初期作品集』（スタニスワフ・レム、沼野充義、木原槙子共訳、国書刊行会、スタニスワフ・レム コレクション）2023
- 『捜査・浴槽で発見された手記』 (スタニスワフ・レム, 久山宏一共訳、国書刊行会、スタニスワフ・レム コレクション）2025
- 『厨房から見たロシア：包丁と鍋とおたまで帝国を築く方法』（ヴィトルト・シャブウォフスキ、白水社）2025
- 『電脳の歌』 (スタニスワフ・レム、国書刊行会、スタニスワフ・レム・コレクション)  2025